# 음력 8월 9일
음력 8월 9일은 음력 8월의 9번째 날이다.

## 사건
- 1654년 - 경상도에서 감사 권우(權堣)의 주청(계청)으로 병조 판서 원두표가 의논을 주장한 속오군 급보법(束伍軍 給保法)을 최초로 시행함.

## 탄생
- 1982년 - 대한민국의 배우 현빈.

## 같이 보기
- 음력 360일: 1월 2월 3월 4월 5월 6월 7월 8월 9월 10월 11월 12월
- 전날:8월 8일 다음날:8월 10일 - 전달:7월 9일 다음달:9월 9일
- 양력:8월 9일
- 음력, 윤달